# Гентеровці
Гентеровці (словен. Genterovci) — поселення в общині Лендава, Помурський регіон, Словенія. Висота над рівнем моря: 163,8 м.